# Fernand Morrisseau
Fernand Morrisseau est né en 1929 et est mort en 1972. Il était le directeur général de l'imprimerie Montréal-Granby.
Morrisseau, au moment de son décès en 1972, cumulait les fonctions de directeur général de l'Imprimerie Montréal-Granby (1967) Ltée, une partie de l'empire des Journaux Trans-Canada qui imprimait entre autres : les hebdomadaires Dimanche-Matin, La Patrie et le Petit Journal.

## Vie professionnelle
C'est en 1949 qu'il a commencé sa carrière dans le domaine de l'imprimerie, en tant que typographe et linotypiste au sein du journal La Voix de l'est.
En 1952 il passa à un nouveau groupe fondé par Jacques Francœur et Robert Allard, tous deux favorablement connus dans le monde journalistisque. Ces derniers venaient tout juste d'acquérir une imprimerie de Granby connue sous le nom de The Granby Leader-Mail. Sous la gouverne de ces bâtisseurs, Morrisseau a gravi rapidement les échelons de contremaître, de directeur de production, jusqu'au poste actuel.
C'est au tout début de son association avec ce groupe que le journal le Dimanche-Matin fut créé. Par la suite l'entreprise a connu de nombreuses phases d'expansion et a acquis de nouvelles presses qui leur ont permis de dominer le marché à cette époque.
Morrisseau s'est bâti une réputation enviable de bâtisseur et d'administrateur dans le domaine de l'imprimerie en Amérique du Nord.
Il fut président du Club Kiwanis et respectivement vice-président du centre des loisirs de Granby et de la Chambre de commerce locale.

## Vie familiale
Il était marié à Lise Brodeur (1931-1995). Leur union en 1952 s'est enrichie de deux fils : Yves et Benoît.